# Scottish League Cup 2019/20
Der Scottish League Cup wurde 2019/20 zum 74. Mal ausgespielt. Der schottische Fußball-Ligapokal, der unter den Teilnehmern der Premiership, Championship, der League One und League Two sowie den beiden Meistern der Highland- und Lowland Football League ausgetragen wird, begann am 12. Juli 2019 und endete mit dem Finale am 8. Dezember 2019 im Hampden Park von Glasgow. Der Wettbewerb wurde offiziell als Betfred Scottish League Cup ausgetragen. Der Ligapokal begann mit 8 Gruppen zu jeweils fünf Mannschaften. Die acht Gruppensieger und die vier zweitbesten Mannschaften jeder Gruppe erreichten die 2. Runde. Die Mannschaften, die am Europapokal teilnehmen, starteten erst in der 2. Runde. Wurde in einem Duell nach 90 Minuten kein Sieger gefunden, so wurde das Spiel im Elfmeterschießen entschieden. Der Sieger erhielt zwei Punkte, der Verlierer einen.
Als Titelverteidiger startete Celtic Glasgow in den Wettbewerb, das im Vorjahresfinale gegen den FC Aberdeen gewonnen hatte. Im diesjährigen Endspiel um den Schottischen Liga-Pokal standen sich Titelverteidiger Celtic Glasgow und die Glasgow Rangers im Old Firm gegenüber. Celtic erreichte das Endspiel zum 34. Mal seit 1957, die Rangers seit 1947 zum 35. Mal. Es war das 14. Old Firm-Finale im Ligapokal seit dem legendären Endspiel von 1958. Celtic gewann das Finale mit 1:0 durch ein Tor von Christopher Jullien in der 60. Spielminute. Dadurch gewann Celtic nun die letzten vier Ausgaben dieses Wettbewerbs in Folge. Es war der insgesamt 19. Titel im Ligapokal für Celtic seit ihrem ersten Sieg im Jahr 1957.

## Termine
| Runde         | Datum                         | Spiele | Vereine | Neueinstiege |
| ------------- | ----------------------------- | ------ | ------- | ------------ |
| Gruppenphase  | 12. Juli 2019 – 28. Juli 2019 | 80     | 44 → 12 | keine        |
| 2. Runde      | 16. – 18. August 2019         | 8      | 16 → 8  | 4            |
| Viertelfinale | 25. September 2019            | 4      | 8 → 4   | keine        |
| Halbfinale    | 2. – 3. November 2019         | 2      | 4 → 2   | keine        |
| Finale        | 7. Dezember 2019              | 1      | 2 → 1   | keine        |

## Teilnehmende Mannschaften
Am Wettbewerb nahmen folgende 44 Mannschaften teil:
| Premiership 12 Vereine der Saison 2019/20 | Championship 10 Vereine der Saison 2019/20 | League One 10 Vereine der Saison 2019/20                                                                                          | League Two 10 Vereine der Saison 2019/20 | Highland Football League Meister der Saison 2018/19 Lowland Football League Meister der Saison 2018/19 |
| Celtic Glasgow Glasgow Rangers FC Kilmarnock FC Aberdeen Hibernian Edinburgh Heart of Midlothian FC St. Johnstone FC Motherwell FC Livingston Hamilton Academical FC St. Mirren Ross County | FC Dundee Dundee United Inverness CT Ayr United Greenock Morton Partick Thistle Dunfermline Athletic Alloa Athletic Queen of the South FC Arbroath | FC Falkirk Forfar Athletic Raith Rovers FC Montrose Airdrieonians FC FC Dumbarton FC East Fife FC Stranraer FC Peterhead FC Clyde | FC Stenhousemuir Brechin City Edinburgh City Annan Athletic Stirling Albion FC Cowdenbeath FC Queen’s Park Elgin City Albion Rovers Cove Rangers 1 | Berwick Rangers 1 FC East Kilbride                                                                     |

## Gruppenphase
Die Gruppenphase wurde am 28. Mai 2019 ausgelost. Die acht Gruppensieger und die vier zweitbesten Mannschaften jeder Gruppe erreichten die 2. Runde. Die Europapokalteilnehmer Celtic Glasgow, die Glasgow Rangers, der FC Kilmarnock und FC Aberdeen starteten in der 2. Runde. Ausgetragen wurden die Spiele zwischen dem 12. und 28. Juli 2019.

### Gruppe A
| Pl. | Verein              | Sp. | S | U | N | Tore    | Diff. | Punkte |
| --- | ------------------- | --- | - | - | - | ------- | ----- | ------ |
| 1.  | Heart of Midlothian | 4   | 2 | 2 | 0 | 006:300 | +3    | 09     |
| 2.  | FC East Fife        | 4   | 2 | 1 | 1 | 005:300 | +2    | 08     |
| 3.  | Dundee United       | 4   | 2 | 1 | 1 | 006:400 | +2    | 07     |
| 4.  | FC Stenhousemuir    | 4   | 1 | 0 | 3 | 004:600 | −2    | 03     |
| 5.  | FC Cowdenbeath      | 4   | 1 | 0 | 3 | 002:700 | −5    | 03     |

| 12./13. Juli 2019   |                 |                     |
| Heart of Midlothian | 1:1 (5:3 i. E.) | Dundee United       |
| FC Cowdenbeath      | 2:0             | FC East Fife        |
| 16. Juli 2019       |                 |                     |
| FC Stenhousemuir    | 1:2             | Dundee United       |
| FC Cowdenbeath      | 0:2             | Heart of Midlothian |
| 19./20. Juli 2019   |                 |                     |
| Dundee United       | 3:0             | FC Cowdenbeath      |
| FC East Fife        | 2:0             | FC Stenhousemuir    |
| 23./24. Juli 2019   |                 |                     |
| Dundee United       | 0:2             | FC East Fife        |
| Heart of Midlothian | 2:1             | FC Stenhousemuir    |
| 27. Juli 2019       |                 |                     |
| FC East Fife        | 1:1 (7:6 i. E.) | Heart of Midlothian |
| FC Stenhousemuir    | 2:0             | FC Cowdenbeath      |

### Gruppe B
| Pl. | Verein           | Sp. | S | U | N | Tore    | Diff. | Punkte |
| --- | ---------------- | --- | - | - | - | ------- | ----- | ------ |
| 1.  | Ross County      | 4   | 4 | 0 | 0 | 012:200 | +10   | 12     |
| 2.  | Forfar Athletic  | 4   | 3 | 0 | 1 | 009:400 | +5    | 09     |
| 3.  | FC Montrose      | 4   | 1 | 1 | 2 | 004:900 | −5    | 05     |
| 4.  | FC St. Johnstone | 4   | 1 | 0 | 3 | 006:500 | +1    | 03     |
| 5.  | Brechin City     | 4   | 0 | 1 | 3 | 001:120 | −11   | 01     |

| 13. Juli 2019     |                 |                  |
| Forfar Athletic   | 3:0             | Brechin City     |
| Ross County       | 4:1             | FC Montrose      |
| 16. Juli 2019     |                 |                  |
| Brechin City      | 0:4             | Ross County      |
| FC Montrose       | 1:0             | FC St. Johnstone |
| 20./21. Juli 2019 |                 |                  |
| FC Montrose       | 1:4             | Forfar Athletic  |
| FC St. Johnstone  | 1:2             | Ross County      |
| 24. Juli 2019     |                 |                  |
| Ross County       | 2:0             | Forfar Athletic  |
| FC St. Johnstone  | 4:0             | Brechin City     |
| 27. Juli 2019     |                 |                  |
| Brechin City      | 1:1 (2:4 i. E.) | FC Montrose      |
| Forfar Athletic   | 2:1             | FC St. Johnstone |

### Gruppe C
| Pl. | Verein              | Sp. | S | U | N | Tore    | Diff. | Punkte |
| --- | ------------------- | --- | - | - | - | ------- | ----- | ------ |
| 1.  | Hibernian Edinburgh | 4   | 3 | 1 | 0 | 008:100 | +7    | 11     |
| 2.  | Alloa Athletic      | 4   | 2 | 1 | 1 | 008:800 | ±0    | 07     |
| 3.  | FC Arbroath         | 4   | 2 | 0 | 2 | 010:800 | +2    | 06     |
| 4.  | Elgin City          | 4   | 1 | 1 | 2 | 007:700 | ±0    | 05     |
| 5.  | Stirling Albion     | 4   | 0 | 1 | 3 | 003:120 | −9    | 01     |

| 13. Juli 2019       |                 |                     |
| FC Arbroath         | 2:1             | Elgin City          |
| Stirling Albion     | 1:1 (4:5 i. E.) | Hibernian Edinburgh |
| 16./17. Juli 2019   |                 |                     |
| Alloa Athletic      | 3:3 (5:6 i. E.) | Elgin City          |
| Stirling Albion     | 1:6             | FC Arbroath         |
| 20. Juli 2019       |                 |                     |
| Elgin City          | 3:0             | Stirling Albion     |
| Hibernian Edinburgh | 2:0             | Alloa Athletic      |
| 23. Juli 2019       |                 |                     |
| Alloa Athletic      | 2:1             | Stirling Albion     |
| Hibernian Edinburgh | 3:0             | FC Arbroath         |
| 26./27. Juli 2019   |                 |                     |
| Elgin City          | 0:2             | Hibernian Edinburgh |
| FC Arbroath         | 2:3             | Alloa Athletic      |

### Gruppe D
| Pl. | Verein       | Sp. | S | U | N | Tore    | Diff. | Punkte |
| --- | ------------ | --- | - | - | - | ------- | ----- | ------ |
| 1.  | FC Dundee    | 4   | 2 | 2 | 0 | 004:000 | +4    | 11     |
| 2.  | Inverness CT | 4   | 2 | 1 | 1 | 007:400 | +3    | 07     |
| 3.  | FC Peterhead | 4   | 1 | 2 | 1 | 003:400 | −1    | 06     |
| 4.  | Cove Rangers | 4   | 1 | 1 | 2 | 006:500 | +1    | 04     |
| 5.  | Raith Rovers | 4   | 1 | 0 | 3 | 004:110 | −7    | 03     |

| 13. Juli 2019     |                   |              |
| FC Peterhead      | 2:1               | Cove Rangers |
| Raith Rovers      | 0:3               | FC Dundee    |
| 16./17. Juli 2019 |                   |              |
| FC Peterhead      | 0:0 (11:10 i. E.) | Inverness CT |
| Cove Rangers      | 0:0 (2:3 i. E.)   | FC Dundee    |
| 20. Juli 2019     |                   |              |
| FC Dundee         | 0:0 (4:2 i. E.)   | FC Peterhead |
| Inverness CT      | 4:1               | Raith Rovers |
| 23. Juli 2019     |                   |              |
| Inverness CT      | 3:2               | Cove Rangers |
| Raith Rovers      | 3:1               | FC Peterhead |
| 27./28. Juli 2019 |                   |              |
| Cove Rangers      | 3:0               | Raith Rovers |
| FC Dundee         | 1:0               | Inverness CT |

### Gruppe E
| Pl. | Verein             | Sp. | S | U | N | Tore    | Diff. | Punkte |
| --- | ------------------ | --- | - | - | - | ------- | ----- | ------ |
| 1.  | FC Motherwell      | 4   | 4 | 0 | 0 | 013:000 | +13   | 12     |
| 2.  | Greenock Morton    | 4   | 2 | 1 | 1 | 014:800 | +6    | 08     |
| 3.  | Queen of the South | 4   | 1 | 2 | 1 | 010:100 | ±0    | 06     |
| 4.  | FC Dumbarton       | 4   | 1 | 0 | 3 | 003:120 | −9    | 03     |
| 5.  | Annan Athletic     | 4   | 0 | 1 | 3 | 003:130 | −10   | 01     |

| 13. Juli 2019      |                 |                    |
| Annan Athletic     | 0:1             | FC Dumbarton       |
| Queen of the South | 0:3             | FC Motherwell      |
| 16. Juli 2019      |                 |                    |
| Greenock Morton    | 6:1             | FC Dumbarton       |
| Queen of the South | 3:3 (5:4 i. E.) | Annan Athletic     |
| 19./20. Juli 2019  |                 |                    |
| FC Motherwell      | 4:0             | Greenock Morton    |
| FC Dumbarton       | 1:4             | Queen of the South |
| 23. Juli 2019      |                 |                    |
| Annan Athletic     | 0:5             | Greenock Morton    |
| FC Dumbarton       | 0:2             | FC Motherwell      |
| 27. Juli 2019      |                 |                    |
| Greenock Morton    | 3:3 (4:3 i. E.) | Queen of the South |
| FC Motherwell      | 4:0             | Annan Athletic     |

### Gruppe F
| Pl. | Verein              | Sp. | S | U | N | Tore    | Diff. | Punkte |
| --- | ------------------- | --- | - | - | - | ------- | ----- | ------ |
| 1.  | Partick Thistle     | 4   | 3 | 1 | 0 | 008:500 | +3    | 10     |
| 2.  | Hamilton Academical | 4   | 2 | 2 | 0 | 008:500 | +3    | 09     |
| 3.  | Airdrieonians FC    | 4   | 1 | 1 | 2 | 007:800 | −1    | 05     |
| 4.  | FC Queen’s Park     | 4   | 0 | 3 | 1 | 004:500 | −1    | 05     |
| 5.  | FC Clyde            | 4   | 0 | 1 | 3 | 006:100 | −4    | 01     |

| 13. Juli 2019       |                   |                     |
| Hamilton Academical | 0:0 (5:6 i. E.)   | FC Queen’s Park     |
| Partick Thistle     | 1:0               | Airdrieonians FC    |
| 16./17. Juli 2019   |                   |                     |
| FC Queen’s Park     | 1:2               | Partick Thistle     |
| FC Clyde            | 1:3               | Hamilton Academical |
| 20./21. Juli 2019   |                   |                     |
| Hamilton Academical | 2:2 (6:5 i. E.)   | Partick Thistle     |
| FC Clyde            | 2:3               | Airdrieonians FC    |
| 24. Juli 2019       |                   |                     |
| Airdrieonians FC    | 2:2 (12:11 i. E.) | FC Queen’s Park     |
| Partick Thistle     | 3:2               | FC Clyde            |
| 27./28. Juli 2019   |                   |                     |
| Airdrieonians FC    | 2:3               | Hamilton Academical |
| FC Queen’s Park     | 1:1 (5:4 i. E.)   | FC Clyde            |

### Gruppe G
| Pl. | Verein          | Sp. | S | U | N | Tore    | Diff. | Punkte |
| --- | --------------- | --- | - | - | - | ------- | ----- | ------ |
| 1.  | FC Livingston   | 4   | 3 | 1 | 0 | 010:300 | +7    | 11     |
| 2.  | Ayr United      | 4   | 2 | 1 | 1 | 012:500 | +7    | 07     |
| 3.  | FC Falkirk      | 4   | 2 | 1 | 1 | 006:300 | +3    | 07     |
| 4.  | FC Stranraer    | 4   | 1 | 1 | 2 | 009:500 | +4    | 05     |
| 5.  | Berwick Rangers | 4   | 0 | 0 | 4 | 000:210 | −21   | 0      |

| 13. Juli 2019   |                 |                 |
| Berwick Rangers | 0:7             | Ayr United      |
| FC Falkirk      | 1:1 (3:4 i. E.) | FC Livingston   |
| 16. Juli 2019   |                 |                 |
| FC Falkirk      | 1:0             | FC Stranraer    |
| FC Livingston   | 2:1             | Ayr United      |
| 20. Juli 2019   |                 |                 |
| Ayr United      | 2:1             | FC Falkirk      |
| FC Stranraer    | 6:0             | Berwick Rangers |
| 23. Juli 2019   |                 |                 |
| Berwick Rangers | 0:3             | FC Falkirk      |
| FC Stranraer    | 1:2             | FC Livingston   |
| 27. Juli 2019   |                 |                 |
| Ayr United      | 2:2 (5:6 i. E.) | FC Stranraer    |
| FC Livingston   | 5:0             | Berwick Rangers |

### Gruppe H
| Pl. | Verein               | Sp. | S | U | N | Tore    | Diff. | Punkte |
| --- | -------------------- | --- | - | - | - | ------- | ----- | ------ |
| 1.  | Dunfermline Athletic | 4   | 3 | 0 | 1 | 013:300 | +10   | 09     |
| 2.  | Albion Rovers        | 4   | 2 | 1 | 1 | 003:700 | −4    | 07     |
| 3.  | FC St. Mirren        | 4   | 1 | 2 | 1 | 003:300 | ±0    | 06     |
| 4.  | FC East Kilbride     | 4   | 1 | 1 | 2 | 001:500 | −4    | 05     |
| 5.  | Edinburgh City       | 4   | 1 | 0 | 3 | 002:400 | −2    | 03     |

| 13./14. Juli 2019    |                 |                      |
| FC East Kilbride     | 0:1             | Albion Rovers        |
| FC St. Mirren        | 2:3             | Dunfermline Athletic |
| 17. Juli 2019        |                 |                      |
| Dunfermline Athletic | 6:0             | Albion Rovers        |
| FC St. Mirren        | 1:0             | Edinburgh City       |
| 20. Juli 2019        |                 |                      |
| FC East Kilbride     | 0:0 (6:5 i. E.) | FC St. Mirren        |
| Edinburgh City       | 1:0             | Dunfermline Athletic |
| 23. Juli 2019        |                 |                      |
| Albion Rovers        | 0:0 (3:4 i. E.) | FC St. Mirren        |
| Edinburgh City       | 0:1             | FC East Kilbride     |
| 27. Juli 2019        |                 |                      |
| Albion Rovers        | 2:1             | Edinburgh City       |
| Dunfermline Athletic | 4:0             | FC East Kilbride     |

### Rangliste der Gruppenzweiten
Die besten vier Gruppenzweiten erreichten die 2. Runde.
| Pl. | Verein              | Sp. | S | U | N | Tore    | Diff. | Punkte | Gruppe |
| --- | ------------------- | --- | - | - | - | ------- | ----- | ------ | ------ |
| 1.  | Forfar Athletic     | 4   | 3 | 0 | 1 | 009:400 | +5    | 09     | B      |
| 2.  | Hamilton Academical | 4   | 2 | 2 | 0 | 008:500 | +3    | 09     | F      |
| 3.  | Greenock Morton     | 4   | 2 | 1 | 1 | 014:800 | +6    | 08     | E      |
| 4.  | FC East Fife        | 4   | 2 | 1 | 1 | 005:300 | +2    | 08     | A      |
| 5.  | Ayr United          | 4   | 2 | 1 | 1 | 012:500 | +7    | 07     | G      |
| 6.  | Inverness CT        | 4   | 2 | 1 | 1 | 007:400 | +3    | 07     | D      |
| 7.  | Alloa Athletic      | 4   | 2 | 1 | 1 | 008:800 | ±0    | 07     | C      |
| 8.  | Albion Rovers       | 4   | 2 | 1 | 1 | 003:700 | −4    | 07     | H      |

## 2. Runde
Teil nahmen die acht Gruppensieger und die vier zweitbesten Mannschaften jeder Gruppe aus der 1. Runde. Dazu stiegen die Europapokalteilnehmer Celtic Glasgow, Glasgow Rangers, FC Kilmarnock, und der FC Aberdeen, in den Wettbewerb ein. Die 2. Runde wurde am 28. Juli 2019 ausgelost. Ausgetragen wurden die Spiele zwischen dem 16. und 18. August 2019.
| Datum                      |                         | Ergebnis  |                           |
| -------------------------- | ----------------------- | --------- | ------------------------- |
| 16. August 2019, 19:45 BST | FC Motherwell (I)       | 1:2       | Heart of Midlothian (I)   |
| 17. August 2019, 15:00 BST | Celtic Glasgow (I)      | 2:1 n. V. | Dunfermline Athletic (II) |
| 17. August 2019, 15:00 BST | Forfar Athletic (III)   | 1:2       | FC Livingston (I)         |
| 17. August 2019, 15:00 BST | Hibernian Edinburgh (I) | 5:3 n. V. | Greenock Morton (II)      |
| 17. August 2019, 15:00 BST | FC Kilmarnock (I)       | 1:0 n. V. | Hamilton Academical (I)   |
| 17. August 2019, 15:00 BST | Partick Thistle (II)    | 3:2 n. V. | Ross County (I)           |
| 18. August 2019, 15:00 BST | FC Dundee (II)          | 1:2 n. V. | FC Aberdeen (I)           |
| 18. August 2019, 15:00 BST | FC East Fife (III)      | 0:3       | Glasgow Rangers (I)       |

## Viertelfinale
Das Viertelfinale wurde am 18. August 2019 ausgelost. Ausgetragen wurden die Spiele am 25. September 2019.
| Datum                         |                         | Ergebnis              |                         |
| ----------------------------- | ----------------------- | --------------------- | ----------------------- |
| 25. September 2019, 19:45 BST | Celtic Glasgow (I)      | 5:0                   | Partick Thistle (II)    |
| 25. September 2019, 19:45 BST | Heart of Midlothian (I) | 2:2 n. V. (3:0 i. E.) | FC Aberdeen (I)         |
| 25. September 2019, 19:45 BST | FC Kilmarnock (I)       | 0:0 n. V. (4:5 i. E.) | Hibernian Edinburgh (I) |
| 25. September 2019, 19:45 BST | FC Livingston (I)       | 0:1                   | Glasgow Rangers (I)     |

## Halbfinale
Das Halbfinale wurde am 25. September 2019 ausgelost. Ausgetragen wurden die Spiele am 2. und 3. November 2019 im Hampden Park von Glasgow.
| Datum                       |                         | Ergebnis |                         |
| --------------------------- | ----------------------- | -------- | ----------------------- |
| 2. November 2019, 17:30 GMT | Hibernian Edinburgh (I) | 2:5      | Celtic Glasgow (I)      |
| 3. November 2019, 15:00 GMT | Glasgow Rangers (I)     | 3:0      | Heart of Midlothian (I) |

## Finale
| Celtic Glasgow                                                | Celtic Glasgow | Glasgow Rangers | Glasgow Rangers |
| ------------------------------------------------------------- | --- | --- | --------------- |
| Celtic Glasgow                                                | \| 8. Dezember 2019 um 15:00 Uhr (GMT) in Glasgow (Hampden Park) \| \| Ergebnis: 1:0 (0:0) \| \| Zuschauer: 51.117 \| \| Schiedsrichter: William Collum \| \| Spielbericht \| | \| 8. Dezember 2019 um 15:00 Uhr (GMT) in Glasgow (Hampden Park) \| \| Ergebnis: 1:0 (0:0) \| \| Zuschauer: 51.117 \| \| Schiedsrichter: William Collum \| \| Spielbericht \|                                                                                       | Glasgow Rangers |
| Celtic Glasgow                                                | Fraser Forster – Jeremie Frimpong, Christopher Jullien, Kristoffer Ajer, Jonny Hayes – Scott Brown , Callum McGregor – James Forrest (66. Nir Bitton), Ryan Christie, Mohamed Elyounoussi (46. Michael Johnston) – Lewis Morgan (59. Odsonne Édouard) Cheftrainer: Neil Lennon ( Nordirland) | Allan McGregor – James Tavernier , Connor Goldson, Filip Helander (84. Nikola Katić), Borna Barišić – Glen Kamara (71. Jermain Defoe), Ryan Jack, Joe Aribo (74. Brandon Barker) – Scott Arfield, Alfredo Morelos, Ryan Kent Cheftrainer: Steven Gerrard ( England) | Glasgow Rangers |
| Celtic Glasgow                                                | 1:0 Christopher Jullien (60.) | | Glasgow Rangers |
| Celtic Glasgow                                                | Kristoffer Ajer (65.), Callum McGregor (77.) | Glen Kamara (41.), Scott Arfield (65.), Joe Aribo (71.) | Glasgow Rangers |
| Celtic Glasgow                                                | Jeremie Frimpong (63.) | | Glasgow Rangers |
| Celtic Glasgow                                                | Fraser Forster hält einen Foulelfmeter von Alfredo Morelos (64.). | | Glasgow Rangers |
| 8. Dezember 2019 um 15:00 Uhr (GMT) in Glasgow (Hampden Park) | | |                 |
| Ergebnis: 1:0 (0:0)                                           | | |                 |
| Zuschauer: 51.117                                             | | |                 |
| Schiedsrichter: William Collum                                | | |                 |
| Spielbericht                                                  | | |                 |